# Uli Stein
Uli Stein (Hamburg, 1954. október 23. –) világbajnoki ezüstérmes nyugatnémet válogatott német labdarúgó, kapus, edző.

## Pályafutása

### Klubcsapatban
Az FC Nienburg csapatában kezdte a labdarúgást. 1973 és 1976 között az 1. FC Wunstorf játékosa volt. Profi pályafutása 1976-ban kezdődött, mikor az Arminia Bielefeld szerződtette. 1980 és 1987 között a Hamburger SV kapusa volt. A hamburgi csapattal 2 bajnoki címet egy nyugatnémet kupa-győzelmet szerzett és tagja volt az 1982–83-as BEK győztes együttesnek. 1987 és 1994 között az Eintracht Frankfurt labdarúgója volt és tagja volt az 1988-as nyugatnémet kupa-győztes csapatnak, amely a Nyugat-Berlinben 1–0-ra győzte le a VfL Bochum csapatát Détári Lajos szabadrúgásgóljával. Az 1994–95-ös szezonban ismét a Hamburger SV, majd 1995 és 1997 között újra az Arminia Bielefeld együtteseiben szerepelt. A profi labdarúgástól ekkor vonult vissza, de ezt követően is pályára lépett még egy-egy mérkőzésen a VfL 1945 Pinneberg, a Kickers Emden és a VfB Fichte Bielefeld csapataiban 1999 és 2004 között.

### A válogatottban
1976 és 1978 között öt alkalommal szerepelt a nyugatnémet amatőr válogatottban. 1981-ben kétszeres B- válogatott. 1983 és 1986 között hat alkalommal szerepelt a nyugatnémet válogatottban. Tagja volt az 1986-os világbajnoki ezüstérmes csapatnak Mexikóban, de pályára nem lépett.

### Edzőként
1994-ben az 1. FC Langen, 2000–01-ben a TuS Celle FC edzője volt. 2007-től Berti Vogts mellett kapusedzőként dolgozott. 2007–08-ban a nigériai válogatottnál, majd 2009 és 2014 között az azer válogatottnál.

## Sikerei, díjai
NSZK
- Világbajnokság
  - ezüstérmes: 1986, Mexikó

 Hamburger SV
- Nyugatnémet bajnokság (Bundesliga)
  - bajnok: 1981–82, 1982–83
  - 2.: 1980–81, 1983–84, 1986–87
- Nyugatnémet kupa (DFB Pokal)
  - győztes: 1987
- Bajnokcsapatok Európa-kupája (BEK)
  - győztes: 1982–83
  - döntős: 1979–80
- UEFA-kupa
  - döntős: 1981–82
- UEFA-szuperkupa
  - döntős: 1983
- Interkontinentális kupa
  - döntős: 1983

 Eintracht Frankfurt
- Nyugatnémet kupa (DFB Pokal)
  - győztes: 1988